# Stella d'ingresso al Belice
Stella d'ingresso al Belice o porta del Belice è un'installazione in acciaio inox di Pietro Consagra eretta sulla strada che conduce alla città di Gibellina Nuova.

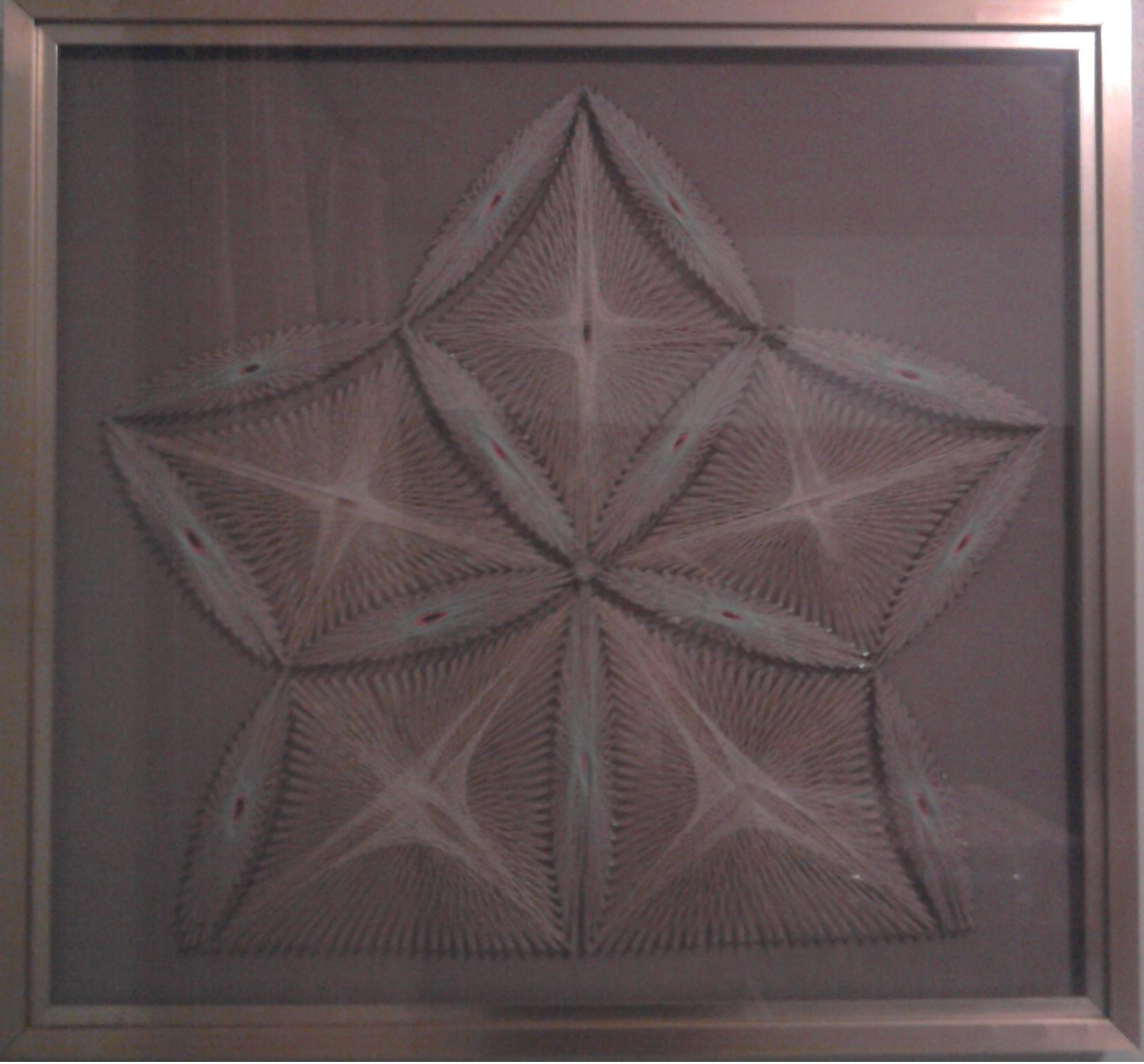
Rappresentazione della Stella di Consagra

L'opera richiama le luminarie di paese che in passato erano presenti per le festività, ma è divenuta nel tempo anche identificativa della valle del Belice. Venne eretta a seguito della ricostruzione di Gibellina con criteri artistici, come voluto dal sindaco Ludovico Corrao. L'opera è alta ben 26 metri.